# Cumbria
Cumbria /ˈkʌmbriə/ es uno de los cuarenta y siete condados de Inglaterra, Reino Unido, con capital en Carlisle. Ubicado en la región Noroeste limita al norte con el fiordo de Solway y Escocia, al este con Northumberland y Durham, al sureste con Yorkshire del Norte, al sur con Lancashire y la bahía de Morecambe, y al oeste con el mar de Irlanda. Tiene un área de 6768 km². Su población aproximada es de 499 800 habitantes (2010). La segunda ciudad mayor de Cumbria es Barrow-in-Furness con una población de 71 980 habitantes. Uno de estos pueblos que hay en este condado de interés es Cartmel.
Se compone de seis distritos: Allerdale, Barrow-in-Furness, Carlisle, Copeland, Eden y South Lakeland.

## Historia

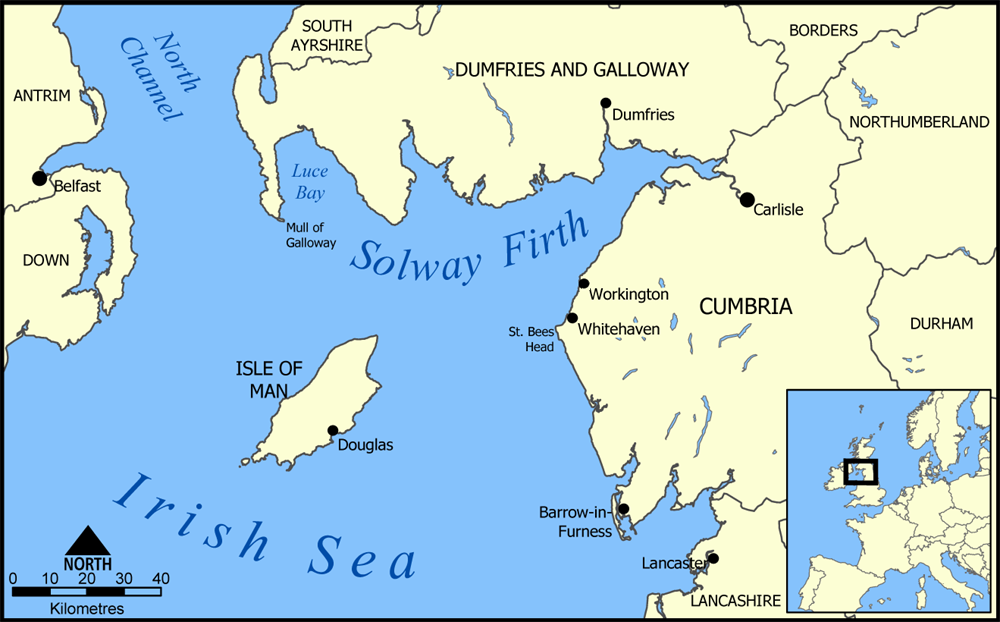
Cumbria en un mapa del fiordo de Solway

Cumbria se creó en 1974 y cubre los condados tradicionales de Cumberland y Westmoreland, más la zona de los Furness del condado de Lancashire y una zona de Yorkshire. El nombre "Cumbria" se ha utilizado para designar la región durante siglos.
Después de la creación del condado administrativo de Cumbria, algunos habitantes, sobre todo los que han nacido o crecido en la zona, siguen refiriéndose a la zona de Furness por el nombre tradicional de su condado: Lancashire. 
La cultura de la zona fue céltica y su nombre deriva del nombre del área en idioma cúmbrico. Está conectado etimológicamente con el término galés Cymru que significa Gales. Cumbria es una de las zonas más celtas de toda Inglaterra.
En Cumbria se encuentra el Parque Nacional del Distrito de los Lagos, considerado una de las zonas más hermosas de toda Gran Bretaña. Además se encuentra aquí Scafell Pike, punto más elevado de Inglaterra con una altitud de 978 metros sobre el nivel del mar.

## Demografía
- Población: 496 200 habitantes.
- Densidad de población: 73 hab./ km²
- Etnia
  - 96,7 % británicos blancos
  - 1,7 % otros blancos
  - 0,6 % asiáticos (meridionales)
  - 0,5 % multirracial
  - 0,2 % chinos
  - 0,2 % negros
  - 0,1 % otros

## Monumentos y lugares de interés
- La abadía de Furness
- El castillo de Hartley
- El castillo de Sizergh
- El círculo de piedras de Castlerigg
- El Fuerte romano de Ambleside

## Medios
Diariamente se publican dos periódicos vespertinos en Cumbria. News and Star se centra en gran medida en Carlisle y las áreas circundantes del norte y el oeste de Cumbria; y el North-West Evening Mail se sitúa en Barrow-in-Furness y cubre noticias de todo Furness y la zona sur del Distrito de los Lagos. Los periódicos Cumberland and Westmorland Herald y The Westmorland Gazette son semanales con base en Penrith y Kendal, respectivamente.
Debido al tamaño de Cumbria, el condado abarca dos zonas de televisión: BBC North East and Cumbria y ITV Tyne Tees & Border en el norte; y la BBC North West y ITV Granada en el sur. The Bay, CFM Radio y Lakeland Radio son las estaciones locales de radio más populares del condado, siendo BBC Radio Cumbria la única que cubre todo el territorio de Cumbria.

## Sucesos trágicos
El 3 de junio de 2010, el taxista Derrick Bird asesinó a tiros a 12 personas e hirió a 11 más antes de suicidarse por motivos desconocidos.